# Jaune de cobalt

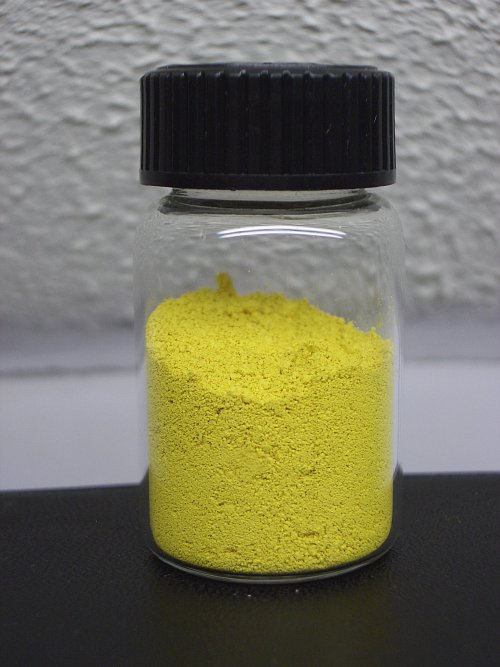
Pigment jaune de cobalt.

Le jaune de cobalt est un pigment jaune vif, vendu aussi sous le nom d’auréoline ou de jaune auréolin.

## Composition
Le jaune de cobalt (Colour Index PY40) a été produit pour la première fois en 1831 par le chimiste allemand Nicolaus Wolfgang Fischer (1782-1850). En 1852, indépendamment selon toute apparence, le chimiste français Édouard Saint-Evre publia un rapport détaillé sur sa fabrication, et suggéra son emploi comme pigment pour les beaux-arts. Il s'agit d'un composé de nitrite de cobalt K3[Co(NO2)6].H2O.
Il précipite lors de la réaction :
CoCl2 + KNO2 + CH3COOH → K3[Co(NO2)6].

## Nuance
Au XIXe siècle, Michel-Eugène Chevreul a entrepris de repérer les couleurs entre elles et par rapport aux raies de Fraunhofer. Il cote le « Jaune de cobalt préparé par M. Saint-Evre, en poudre non tassée » 4 orangé-jaune 10 ton. Cependant, dans son article de 1852, Saint-Evre écrivait « ce corps (…) est d'un jaune éclatant ; sa nuance est tellement vive, qu'il constitue le type du jaune dans le cercle de M. Chevreul », ce qui le place deux nuances plus loin de l'orangé.
Pour Petit, Roire et Valot la nuance, à la lumière du jour, du pigment jaune de cobalt est T=12.6-12.7, devenant plus rouge à la lumière des lampes à incandescence. Cette nuance, comme celle donnée par Chevreul, correspond bien au nom (auréoline évoque doré) et les mêmes auteurs remarquent :
« On a fait dire à Blockx (sans préciser lequel — père ? fils ? — et l'auteur de cet article n'a pu trouver les originaux) :
— « L'auréoline est le seul pigment qui puisse remplacer le jaune indien et la laque de gaude, dont l'instabilité est connue » » (PRV1).
La photographie sur le site d'un marchand de pigments présente cette couleur.
Chez les marchands de couleurs, on trouve 242 auréoline ; 559 auréoline ; 016 auréoline.

## Pigment
Le jaune de cobalt ne fut pas vendu comme pigment avant 1850, et ne trouva un usage général que comme couleur d'aquarelle, comme « auréolin primevère » de Winsor & Newton, en 1889. D'autres produits ont été vendus sous le nom d'« auréolin » ou « auréoline ».
Le jaune de cobalt possède un faible pouvoir colorant qui le rend peu économique (comme tous les pigments de cobalt, il s'agit d'un pigment cher). Il est plus éteint que le jaune de cadmium ou un jaune citron mais il est facile à utiliser en mélange. Il donne des tons verts rompus, peu propres mais proches de la nature et donc parfaits pour les paysages.
Malgré sa teinte très belle, l'auréoline est délaissé au profit de pigments jaunes moins toxiques et plus performants (isoindolinones, benzimidazolones). Sa tenue à la lumière a fait l'objet de controverses (PRV1).